# Gustav Adolf Widell
Gustav Adolf Widell, född 6 november 1907 i Hedvig Eleonora församling i Stockholm, död 31 oktober 1961 i Malmö Sankt Petri församling, var en svensk ämbetsman.

## Biografi
Widell avlade studentexamen vid Statens provskola Nya Elementarskolan i Stockholm 1925 och juris kandidat-examen vid Stockholms högskola 1931, varefter han gjorde tingstjänstgöring i Aska, Dals och Bobergs domsaga 1931–1934. Han tjänstgjorde från 1934 i Svea hovrätt, där han blev fiskal 1935, extra ordinarie assessor 1941 och assessor 1948. Han var biträde i Justitiedepartementet 1935–1936, sekreterare i Nedansiljans domsaga 1936–1937 och vattenrättssekreterare i Söderbygdens vattendomstol 1938. Åren 1941–1953 tjänstgjorde han i Försvarsdepartementet: som biträde 1941–1945, som tillförordnad byråchef 1945–1947, som tillförordnad statssekreterare 1947–1949 och som statssekreterare 1949–1953. Från 1949 var han hovrättsråd i  Hovrätten för västra Sverige. Widell var landshövding i Malmöhus län från 1953 till 1961, då han omkom tillsammans med sin hustru i en trafikolycka.
Widell var ledamot av Marinintendenturutredningen 1944 och 1945 års försvarsuppföljningskommitté 1945 samt generalsekreterare i 1949 års försvarsutredning. Han var ordförande i 1946 års militära förvaltningsutredning 1949–1953, i Matematikmaskinnämnden 1950–1953 (ledamot sedan 1948), i Sjöförsvarsorganisationsutredningen 1950, 1953 års örlogsvarvsutredning och Sjöbefälsutredningen 1956–1958.
Gustav Adolf Widell invaldes som  hedersledamot av Kungliga Örlogsmannasällskapet 1951 och som hedersledamot av Kungliga Fysiografiska Sällskapet i Lund 1953. År 1969 uppkallades Widells väg i stadsdelen Rosengård i Malmö efter honom.
Gustav Adolf Widell var son till Ludvig Widell och Maria Wahlgren. Han gifte sig med Ann-Margret Sanne 1936. Hon var dotter till vicekonsul Herman Sanne och Ester Callmander. Makarna Widell är begravna på Morlanda nya kyrkogård.

### Utmärkelser
- Riddare av Nordstjärneorden, 1947.[9]
- Kommendör av andra klassen av Nordstjärneorden, 6 december 1950.[10]
- Kommendör av första klassen av Nordstjärneorden, 23 november 1953.[11]